# Ljungby kommun
Ljungby kommun är en kommun i Kronobergs län. Centralort är Ljungby.
Ljungby kommun, belägen på Sydsvenska höglandet, kännetecknas av den flacka topografin. I västra och södra delarna präglas landskapet av sjöar och myrområden, där Bolmen med den stora ön Bolmsö utmärker sig som den största sjön i nordvästra delen. Öppna odlingsbygder återfinns i Lagans dalgång, Södra Ljunga och delar av Bolmåns dalgång. 
I början av 2020-talet dominerade tillverkningsindustrin när det gäller näringslivet. Tillverkningssektorn har spelat en betydande roll och sysselsatte nästan 28 procent av de förvärvsarbetande. Trots detta är kommunen och Region Kronoberg de största arbetsgivarna.
Historiskt sett har kommunen haft en långsam men stabil befolkningstillväxt sedan dess bildande. Politiskt sett har den varit en stark bas för Socialdemokraterna och Centerpartiet, även om det senare har minskat stadigt. Efter valen 2018 och 2022 har Moderaterna, Socialdemokraterna och Sverigedemokraterna blivit de dominerande partierna i kommunen.

## Administrativ historik
Kommunens område motsvarar socknarna: Agunnaryd, Angelstad, Annerstad, Berga, Dörarp, Hamneda, Kånna, Lidhult, Ljungby, Nöttja, Odensjö, Ryssby, Södra Ljunga, Tannåker, Torpa, Tutaryd, Vittaryd, Vrå samt ön Bolmsö från Bolmsö socken. I dessa socknar bildades vid kommunreformen 1862 landskommuner med motsvarande namn.
Den 30 december 1920 inrättades Lidhults municipalsamhälle i Lidhults landskommun och den 7 oktober 1921 inrättades Ljungby municipalsamhälle i Ljungby landskommun. Ljungby municipalsamhälle upplöstes dock 1936 när Ljungby landskommun ombildades till Ljungby stad.
Vid kommunreformen 1952 bildades i området ett antal storkommuner: Annerstad (av Angelstad, Annerstad, Nöttja och Torpa), Berga (av Berga, Dörarp och Vittaryd), Forsheda (av Dannäs, Forsheda, Hånger, Kärda, Tannåker och Torskinge), Hamneda (av Hamneda, Kånna och Södra Ljunga), Lidhult (av Lidhult, Odensjö och Vrå), Ryssby (av Agunnaryd, Ryssby och Tutaryd) samt Unnaryd (av Bolmsö, Jälluntofta och Södra Unnaryd). Ljungby stad förblev däremot opåverkad.
1967 uppöstes Lidhults municipalsamhälle. Ljungby kommun bildades vid kommunreformen 1971 av Ljungby stad, landskommunerna Annerstad, Berga, Hamneda, Ryssby, Lidhult samt en del ur Forsheda landskommun (Tannåkers församling). Dessutom tillfördes även själva ön Bolmsö från Unnaryds landskommun.
Kommunen ingick till 2005 i Ljungby domsaga och ingår sedan 2005 i Växjö domsaga.

## Geografi

### Topografi och hydrografi
Ljungby kommun ligger på Sydsvenska höglandet och präglas av en flack, skogklädd morän som täcker den gnejsdominerade berggrundsytan. I västra och södra delarna finns rikligt med sjöar och myrområden, där Bolmen med den stora ön Bolmsö utmärker sig som den största sjön i nordvästra delen av kommunen.
Isälvsavlagringar återfinns i de större nord–sydliga dalgångarna, särskilt i Lagans dalgång där ån eroderar sedimenten. Öppna odlingsbygder präglar främst Lagans dalgång, Södra Ljunga och delar av Bolmåns dalgång.
Nedan presenteras andelen av den totala ytan 2020 i kommunen jämfört med riket.
|  | Bebyggelse (4,7 %) |

|  | Skog (76,4 %) |

|  | Öppen myrmark (5,4 %) |

|  | Jordbruksmark (9,5 %) |

|  | Övrig mark (4,0 %) |

|  | Bebyggelse (3,1 %) |

|  | Skog (68,0 %) |

|  | Öppen myrmark (7,2 %) |

|  | Jordbruksmark (7,4 %) |

|  | Övrig mark (14,3 %) |

### Naturskydd
År 2024 fanns 37 naturreservat i Ljungby kommun. Ungefär 3,9 procent (3,5 procent av landytan) av Ljungby kommuns areal hade år 2019 skydd i form av naturreservat, naturvårdsområden, naturminnen och biotopskydd. Detta motsvarade 7 716 hektar.

### Administrativ indelning
Fram till 2016 var kommunen för befolkningsrapportering indelad i 17 församlingar.
| De 17 församlingarna i Ljungby kommun |
| --- |
| - Agunnaryds församling - Angelstads församling - Annerstads församling - Berga församling - Bolmsö församling - Dörarps församling - Lidhults församling - Ljungby församling - Ljungby Maria församling - Odensjö församling - Ryssby församling - Södra Ljunga församling - Tannåkers församling - Torpa församling - Tutaryds församling - Vittaryds församling - Vrå församling |

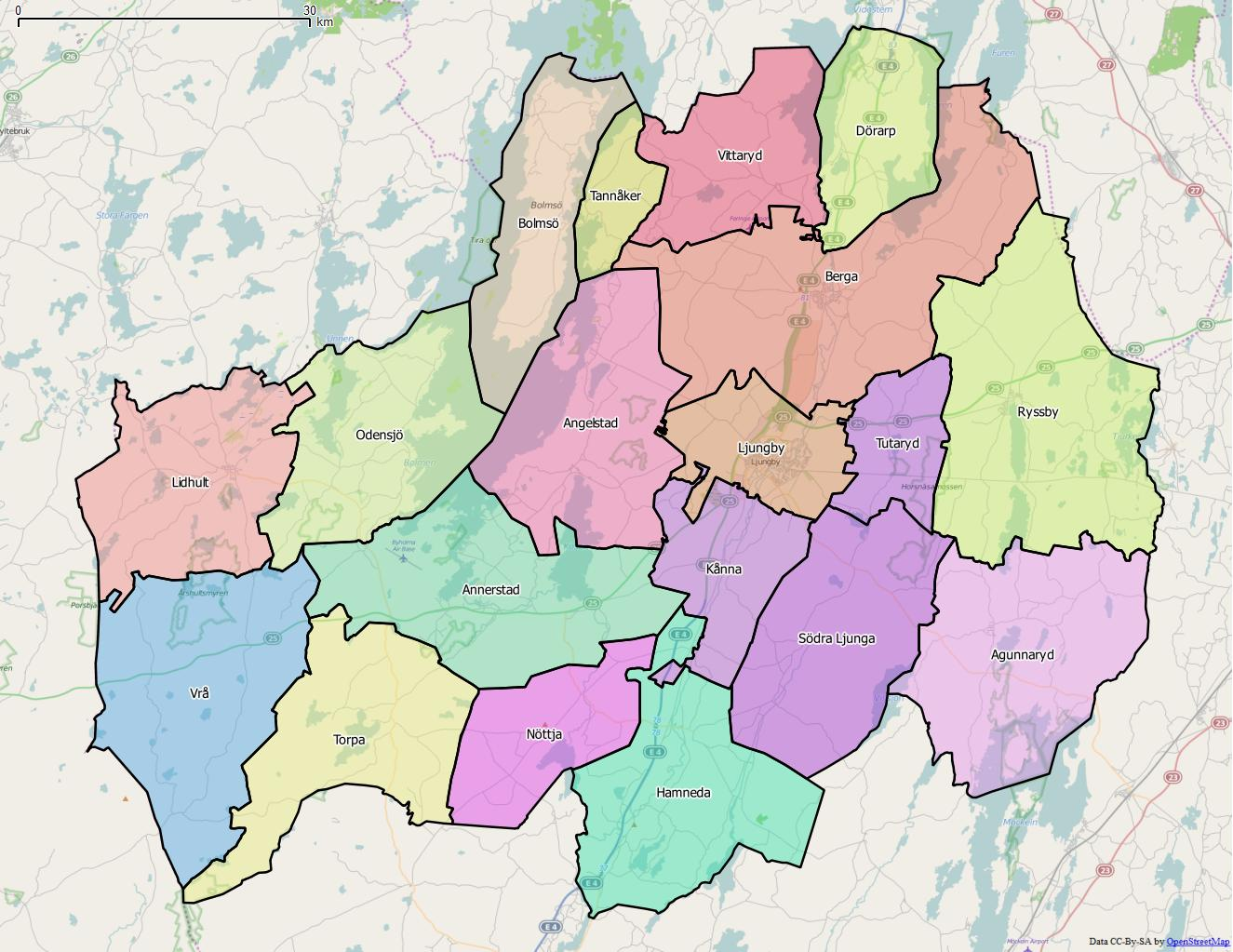
Distrikt (socknar) inom Ljungby kommun

Från 2016 indelas kommunen istället i 19 distrikt, vilka motsvarar de tidigare socknarna:
| De 19 distrikten i Ljungby kommun |
| --- |
| - Agunnaryd - Angelstad - Annerstad - Berga - Bolmsö - Dörarp - Hamneda - Kånna - Lidhult - Ljungby - Nöttja - Odensjö - Ryssby - Södra Ljunga - Tannåker - Torpa - Tutaryd - Vittaryd - Vrå |

### Tätorter
Det finns sju tätorter i Ljungby kommun.
I tabellen presenteras tätorterna i storleksordning per den 31 december 2015. Centralorten är i fet stil.
| Nr | Tätort    | Befolkning |
| -- | --------- | ---------- |
| 1  | Ljungby   | 15 785     |
| 2  | Lagan     | 1 550      |
| 3  | Ryssby    | 691        |
| 4  | Lidhult   | 665        |
| 5  | Kånna     | 324        |
| 6  | Vittaryd  | 304        |
| 7  | Angelstad | 247        |

## Styre och politik

### Styre
Efter valet styrdes kommunen av en femklöver bestående av Allianspartierna och Miljöpartiet. Tillsammans samlade koalitionen 25 av 49 mandat i kommunfullmäktige. På grund av stridigheter valde dock Kristdemokraterna och Miljöpartiet att hoppa av samarbetet under mandatperioden. Mandatperioden 2014–2018 fortsatte Moderaterna, Centerpartiet och Folkpartiet vid makten, men nu i koalition med det lokala partiet Kommunens Bästa. Efter valet 2018 samlades Allianspartierna återigen vid makten. De samlade då 23 av 49 mandat i kommunfullmäktige. Alliansen kunde fortsätta styra även efter valet 2022 genom en valteknisk samverkan med Socialdemokraterna och Vänsterpartiet.

### Kommunfullmäktige

#### Presidium
| Presidium 2022–2026    | Presidium 2022–2026 | Presidium 2022–2026 |
| ---------------------- | ------------------- | ------------------- |
| Ordförande             | M                   | Frederik Svärd      |
| Förste vice ordförande | SD                  | Dick Andersson      |
| Andre vice ordförande  | S                   | Pia Johansson       |

#### Mandatfördelning 1970–2022
|  | 17 | 17 | 7 |  | 6 |

| 44 |

| 2 | 16 | 18 | 4 | 2 | 7 |

| 42 | 7 |

|  | 16 | 19 | 4 | 2 | 7 |

| 40 | 9 |

| 2 | 17 | 15 | 5 | 2 | 8 |

| 37 | 12 |

| 2 | 18 |  | 14 | 3 | 2 | 9 |

| 42 | 7 |

| 2 | 17 |  | 13 | 5 | 2 | 9 |

| 39 | 10 |

| 3 | 17 | 3 | 14 | 4 | 2 | 6 |

| 36 | 13 |

| 3 | 15 |  | 2 | 12 | 4 | 4 | 8 |

| 39 | 10 |

| 4 | 17 | 2 | 3 | 11 | 3 | 2 | 7 |

| 32 | 17 |

| 5 | 15 | 2 |  | 4 | 8 | 2 | 4 | 8 |

| 30 | 19 |

| 4 | 15 | 2 |  | 4 | 9 | 4 | 3 | 7 |

| 30 | 19 |

| 3 | 15 |  | 4 | 3 | 8 | 3 | 3 | 9 |

| 28 | 21 |

| 3 | 15 | 2 | 2 | 2 | 2 | 8 | 2 | 2 | 11 |

| 29 | 20 |

| 3 | 15 | 2 | 5 | 2 |  | 7 | 2 | 2 | 10 |

| 25 | 24 |

| 3 | 12 |  | 8 | 2 | 6 |  | 3 | 13 |

| 28 | 21 |

| 3 | 13 |  | 10 |  | 4 | 3 | 14 |

| 30 | 19 |

### Nämnder

#### Kommunstyrelse
Kommunstyrelsen i Ljungby kommun utgörs av 15 ordinarie ledamöter. Kommunstyrelsens ordförande och kommunstyrelsens 1:e vice ordförande tituleras kommunalråd. Dess 2:e vice ordförande bär titeln oppositionsråd.
Till stöd för sitt arbete har kommunstyrelsen delat in sig i olika utskott: arbetsutskottet, personalutskottet och samhällsbyggnadsutskottet.
| Presidium 2022–2026    | Presidium 2022–2026 | Presidium 2022–2026 |
| ---------------------- | ------------------- | ------------------- |
| Ordförande             | M                   | Magnus Gunnarsson   |
| Förste vice ordförande | C                   | Lars-Ove Johansson  |
| Andre vice ordförande  | S                   | Anne Karlsson       |

#### Övriga nämnder
| Nämnd                        | Ordförande | Ordförande         | Förste vice ordförande | Förste vice ordförande | Andre vice ordförande | Andre vice ordförande  |
| ---------------------------- | ---------- | ------------------ | ---------------------- | ---------------------- | --------------------- | ---------------------- |
| Barn- och utbildningsnämnden | M          | Marcus Walldén     | KD                     | Emil Torstensson       | S                     | Liselott Åhlander      |
| Kultur- och fritidsnämnden   | M          | Johan Ederström    | KD                     | Rut Björkström         | S                     | Pia Johansson          |
| Miljö- och byggnämnden       | M          | Benny Johansson    | C                      | Kent Danielsson        | S                     | Ann-Charlott Henrysson |
| Socialnämnden                | M          | Bo Ederström       | C                      | Anneli Ahlkvist        | S                     | Håkan Bengtsson        |
| Tekniska nämnden             | C          | Lars-Ove Johansson | M                      | Gunilla Åström         | S                     | Magnus Carlsson        |

Källa:
Kommunen har även de kommungemensamma nämnderna:
- Gemensamma nämnden för familjerättsliga frågor
- Gemensamma överförmyndarnämnden

Gemensamma överförmyndarnämnden inrättades 1 januari 2019. Båda de kommungemensamma nämnderna sker i samarbete med Älmhults kommun och Markaryds kommun.

### Vänorter
- Pemar, Finland
- Šilutė, Litauen
- Ås kommun, Norge
- Töllöse, Danmark

## Ekonomi och infrastruktur

### Näringsliv
I kommunen dominerade  tillverkningsindustrin i början av 2020-talet när det kommer till näringslivet och sysselsatte då nästan 28 procent av de förvärvsarbetande. Verkstadsindustrin utgör hjärtat, där företag som Electrolux Laundry Systems AB (tvättutrustningar) och Cargotec Sweden AB (gaffeltruckar) har etablerat sig i centralorten samt Lidhult. Andra betydande industriföretag inkluderar Svetruck AB (tillverkning av gaffeltruckar) och CTC Enertech (värmepannor och värmepumpar), båda lokaliserade i centralorten.
Trots den framstående positionen för tillverkningssektorn är kommunen och Region Kronoberg de största arbetsgivarna i kommunen. Denna kombination av en mångsidig tillverkningsbas och en betydande offentlig sektor bidrar till den ekonomiska dynamiken och arbetsmarknadsstrukturen i Ljungbys näringsliv.
Andra större företag i Ljungby kommun är till exempel: Ljungby Maskin, Consid S5, Kalmar Industries, Emballator Lagan Plast, Postnord Strålfors och Tenneco.

### Infrastruktur

#### Transporter
Kommunen korsas av viktiga vägförbindelser, inklusive motorvägen E4 som sträcker sig från norr till söder samt riksväg 25 som går från sydväst till öst. Från centralorten och fortsättningsvis mot sydöst löper länsväg 124.

## Befolkning

### Demografi

#### Befolkningsutveckling
Kommunen har 28 280 invånare (31 december 2024), vilket placerar den på 94:e plats avseende folkmängd bland Sveriges kommuner.
| Befolkningsutvecklingen i Ljungby kommun 1970–2020 | Befolkningsutvecklingen i Ljungby kommun 1970–2020 | Befolkningsutvecklingen i Ljungby kommun 1970–2020 | Befolkningsutvecklingen i Ljungby kommun 1970–2020 | Befolkningsutvecklingen i Ljungby kommun 1970–2020 |
| -------------------------------------------------- | -------------------------------------------------- | -------------------------------------------------- | -------------------------------------------------- | -------------------------------------------------- |
|                                                    |                                                    |                                                    |                                                    |                                                    |
| År                                                 |                                                    |                                                    | Folkmängd                                          |                                                    |
| 1970                                               | 1970                                               |                                                    | 26 079                                             |                                                    |
| 1975                                               | 1975                                               |                                                    | 26 264                                             |                                                    |
| 1980                                               | 1980                                               |                                                    | 27 409                                             |                                                    |
| 1985                                               | 1985                                               |                                                    | 27 234                                             |                                                    |
| 1990                                               | 1990                                               |                                                    | 27 490                                             |                                                    |
| 1995                                               | 1995                                               |                                                    | 27 601                                             |                                                    |
| 2000                                               | 2000                                               |                                                    | 27 078                                             |                                                    |
| 2005                                               | 2005                                               |                                                    | 27 093                                             |                                                    |
| 2010                                               | 2010                                               |                                                    | 27 297                                             |                                                    |
| 2015                                               | 2015                                               |                                                    | 27 638                                             |                                                    |
| 2020                                               | 2020                                               |                                                    | 28 401                                             |                                                    |

#### Utländsk bakgrund
Den 31 december 2014 utgjorde antalet invånare med utländsk bakgrund (utrikes födda personer samt inrikes födda med två utrikes födda föräldrar) 5 216, eller 18,95 % av befolkningen (hela befolkningen: 27 522 den 31 december 2014).

#### Invånare efter de vanligaste födelseländerna
Den 31 december 2014 utgjorde folkmängden i Ljungby kommun 27 522 personer. Av dessa var 4 235 personer (15,4 %) födda i ett annat land än Sverige. I denna tabell har de nordiska länderna samt de 12 länder med flest antal utrikes födda (i hela riket) tagits med. En person som inte kommer från något av de här 17 länderna har istället av Statistiska centralbyrån förts till den världsdel som deras födelseland tillhör.
| Födelseland      | Födelseland                       | Födelseland |
| ---------------- | --------------------------------- | ----------- |
| 31 december 2014 |                                   |             |
| 1                | Sverige                           | 23 287      |
| 2                | Europeiska unionen: Övriga länder | 1 190       |
| 3                | Asien: Övriga länder              | 336         |
| 4                | / SFR Jugoslavien/FR Jugoslavien  | 320         |
| 5                | Danmark                           | 302         |
| 6                | Tyskland                          | 281         |
| 7                | Bosnien och Hercegovina           | 280         |
| 8                | Polen                             | 239         |
| 9                | Europa utom EU: Övriga länder     | 233         |
| 10               | Finland                           | 184         |
| 11               | Afghanistan                       | 130         |
| 12               | Afrika: Övriga länder             | 130         |
| 13               | Irak                              | 118         |
| 14               | Syrien                            | 82          |
| 15               | Thailand                          | 79          |
| 16               | Kina                              | 60          |
| 17               | Sydamerika                        | 58          |
| 18               | Norge                             | 50          |
| 19               | Nordamerika                       | 47          |
| 20               | Turkiet                           | 42          |
| 21               | Iran                              | 36          |
| 22               | Somalia                           | 19          |
| 23               | Island                            | 7           |
| 24               | Oceanien                          | 7           |
| 25               | Sovjetunionen                     | 3           |
| 26               | Okänt födelseland                 | 2           |

## Kultur

### Kulturarv
Ljungby kommun hade 36 områden inom det  kulturmiljöprogram som antogs 2019, varav  åtta av dem anses ha sådan historisk betydelse att de utgör riksintressen för hela landet. De kulturella miljöerna i kommunen kan grovt indelas i fyra teman: odlingslandskapet och bebyggelsen, fornlämningarna, kommunikationerna samt tätorterna och industrierna. De områden som är av riksintresse för kulturmiljövården är: Bolmsö, Hallsjö, Hamneda, Hörda och Klövaryd, Lida, Husaby och Stapeled, Tjust och Toftaholm.

### Kommunvapen
Blasonering: I grönt fält en av vågskuror bildad bjälke av guld, åtföljd ovan av tre balkvis ordnade, stolpvis ställda hammare och under av en merkuriestav, samtliga av guld.
Efter det att Ljungby år 1936 blivit stad lät man dåvarande Riksheraldikerämbetet utarbeta ett vapen, som fastställdes av Kungl. Maj:t året efter. Bilden syftar på Lagan och på hantverk och handel. Efter kommunbildningen återanvändes vapnet oförändrat, medan Bergas och Bolmsös upphörde. Det registrerades för kommunen i PRV år 1974.

Berga landskommun (1955–70)
Bolmsö landskommun (1950–52)